# HD 70647
HD 70647，又名BD+42 1859，SAO 42342、HR 3287，是一颗恒星，视星等为6.02，位于銀經178.86，銀緯34.54，其B1900.0坐标为赤經8h 17m 56.6s，赤緯+42° 34.54′ 37″。